# Whitridge
Whitridge var en civil parish 1866–1955 när det uppgick i Netherwitton, i grevskapet Northumberland i England. Civil parish var belägen 14 km från Morpeth och hade 4 invånare år 1951.